# 에리크와 에리크
에리크와 에리크(스웨덴어: Erik och Erik, 생년 미상 ~ 1067년)는 스웨덴의 왕위 경쟁자이다. 1066년 스텡킬 국왕이 사망하면서 두 사람이 왕위 경쟁에 나섰지만 모두 사망했다. 스웨덴의 왕위는 스텡킬의 아들인 할스텐이 승계받았다.
| 전임 스텡킬 | 스웨덴의 국왕 1067년 | 후임 할스텐 |